# کین (گروه موسیقی)
کین (به انگلیسی: Keane) یک گروه راک آلترنتیو و سافت راک بریتانیایی است. این گروه در سال ۱۹۹۵ با نام The Lotus Eaters در ساسکس شرقی توسط تیم رایس-آکسلی (پیانیست)، تام چاپلین (خواننده)، ریچارد هیوز (درامر) و دامینیک اسکات (گیتاریست) تشکیل شد و در سال ۱۹۹۷ نام کنونی را انتخاب نمود. دامینیک اسکات کین را در سال ۲۰۰۱ ترک کرد.
از زمان تأسیس گروه در ۱۹۹۵ تا زمان ارائه اولین آلبوم نزدیک به ده سال طول کشید،اما ده سالی که ارزشش را داشت و آلبوم امیدها و ترس‌ها {Hopes and Fears} در سال ۲۰۰۴ دومین آلبوم پرفروش سال بریتانیا شد و جوایز مختلفی کسب کرد. این آلبوم به همراه کار بعدی گروه در سال ۲۰۰۶ و با عنوان {Under the Iron Sea}، به عنوان دو آلبوم برتر تمام تاریخ بریتانیا از بین ۲۰ آلبوم برتر شناخته شدند.هم چنین گروه دو بار نامزد دریافت جایزه گرمی شده‌است.
در سپتامبر ۲۰۱۶ بعد از یک وقفه طولانی گروه برای فیلم هیولایی فرا می‌خواند ترانه ای منتشر کرد.در ۱۷ ژانویه ۲۰۱۹، روزنامه سان اعلام کرد که گروه پس از شش سال دوری با آلبوم جدید بازمیگردد. همچنین این روزنامه منتشر کرد که نام آلبوم بعدی آن ها {Cause and Effect} خواهد بود.

## سبک و موضوع گروه
سبک گروه کین بسیار به گروه‌های کلدپلی و ترویس نزدیک است، با این تفاوت که پس از ترک گیتاریست گروه از پیانو به جای گیتار استفاده می‌کنند. این امر یکی از دلایلی بود که موجب شهرت آنان شد.
در سال ۲۰۰۷ با تغییراتی که در شیوه و جزئیات سبکیِ گروه شکل گرفت و گروه مجدداً از گیتار به عنوان پس زمینه استفاده کرد و همین امر موجب شد نفر تازه‌ای به عنوان گیتاریست با اسم جسی کوین به گروه ملحق شود. البته این تغییرات انتقادهای فراوانی نزد هواداران و منتقدین به خودش گرفت و موفقیت‌های دو آلبوم نخست، کمتر تکرار شد.
بجز صدای تام چاپلین خوانندهٔ اصلی ویژگی برتر دیگر ترانه‌های احساسی، عاشقانه و مفهومی بکارگرفته شده‌است که در همان آهنگ‌های ابتدایی و در مشهورترینشان ترانه جایی که فقط ما می‌شناسیم {Somewhere only we know} به اوج ترانه سرایی و قدرت فوق‌العاده بالای تم پیانو در خلق موسیقی راک آلترنتیو پی خواهید برد. تام چاپلین دربارهٔ ترانه‌ها و اهداف گروه اینگونه می‌گوید که: «ترانه‌های ما تم و مضمونی جهانی دارند و عاطفی هستند. مردم خواهان عاطفه و احساس هستند، گر چه امروزه پرداختن به این موضوع، کمی نامتداول به نظر می‌رسد. ما هرگز نخواستیم یک گروه مقلد، کوچک یا بی‌اهمیت باشیم. ما می‌خواهیم موسیقی مان را به گوش مردم نقاط مختلف جهان برسانیم. در حقیقت، این تنها دلیل فعالیت و تلاش ماست. مردم اغلب ابراز تاسف می‌کنند از این که در دهه ۶۰ زندگی نمی‌کنند ولی ما زمان و شرایطی را که در آن هستیم دوست داریم و در عین علاقه به سبک‌های نخستین راک، فرصتی را به دست آورده‌ایم که چیزی به آن اضافه کنیم.»

## آلبوم‌های استودیویی
1. امیدها و ترس‌ها (Hopes and Fears) در سال ۲۰۰۴
2. زیر دریای آهنین (Under the Iron Sea) در سال ۲۰۰۶
3. تقارن بی‌نقص (Perfect Symmetry) در سال ۲۰۰۸
4. قطار شب (Night Train) در سال ۲۰۱۰
5. سرزمین عجیب (Strangeland) در سال ۲۰۱۲
6. بهترین‌های کین (The Best of Keane) در سال ۲۰۱۳
7. علت و معلول (Cause and Effect) در سال ۲۰۱۹